# 凱順能源
凱順能源集團有限公司（港交所：8203），是一家在香港交易所創業板上市的公司，從挑戰者集團換取上市。凱順能源主要業務生產焦炭貿易及煤炭相關配套業務，現時唯一資產是內蒙古自治區烏海地區煤礦場。
除了內蒙古自治區烏海地區煤礦場資產，本公司持有蒙西礦業70%股權，其後已出售。2009年，凱順能源提出向俄羅斯諾貝爾石油、中投公司和東英金融投資共同成立的收購諾貝爾控股投資有限公司。諾貝爾控股投資有限公司在俄羅斯擁有油田項目。2011年，凱順能源提出收購在塔吉克斯坦從事煤炭及無煙炭開採及勘探的Saddleback Mining Limited股權。

## 連結
- 凱順能源集團有限公司（页面存档备份，存于）